# Shambe (Marskrater)
Der Krater Shambe bildet mit dem Krater Sigli einen Doppelkrater. Er befindet sich in einer Region nördlich des Kraters Holden und Eberswalde im südlichen Hochland des Mars, misst etwa 36 km im Durchmesser und wurde nach einer Stadt im Südsudan benannt.